# Mülhauseni csata
A mülhauseni csata, francia változat: mulhouse-i csata 1914. augusztus 9-én kezdődött és ez volt az első világháborúban az első, németek ellen intézett francia támadás. A csata fő célja az volt, hogy visszafoglalják Elzászt, amelyet a franciák elvesztettek az 1870 és 1871 közt dúló porosz–francia háborúban. Augusztus 7-én, reggel a francia sereg hamar elfoglalta a francia–német határon fekvő Altkirch városát. Az ezt követő napokban a francia sereg a Rajna felé vonult, és bevette Mülhausent is. A támadás gyors sikere óriási ünneplést váltott ki  Franciaországban. Augusztus 9-én a németek ellentámadást indítottak. Mivel a franciák képtelenek voltak koncentrált védelmet kialakítani, kénytelenek voltak kivonulni Mülhausenből.

## A szembenálló erők
A Bonneau tábornok vezetése alatt álló francia csapatok - 14. és 41. gyaloghadosztályok megerősítve az 57. tartalékos hadosztály egy dandárjával és a 8. lovashadosztály - még Lotharingiában szakadtak el az 1. hadseregtől. XVII. terv szerint ez is része volt a nagy francia támadásnak Elzász-Lotaringiában.
A német oldalon a XIV. és XV. német hadtest sorakozott fel Josias von Heeringen tábornok vezetésével.

## Az ütközet
A támadás 1914. augusztus 7-én 5:00-kor indult meg. Az alapvető francia háborús stratégiai terv - XVII. terv - szerint a mülhauseni csata biztosította Elzász visszafoglalását, melyet a franciák az 1870–1871 közt dúló porosz–francia háborúban vesztettek el. A nemzeti büszkeségtől mellett persze a hadművelet célja az volt, hogy fedezze az elkövetkezendő északabbi francia támadások déli szárnyát.
A hadművelet parancsnoka Bonneau tábornok volt, aki két gyalog- és egy lovashadosztályával vonult fel von Heeringen tábornok csapataival szemben.
Augusztus 7-én reggel, a határ átlépése után, a francia csapatok egy szuronyrohammal hamar elfoglalták a 4000 lakosú Altkirchet. Azonban Bonneau nem bízta el magát a könnyű győzelem miatt, sőt még óvatosabban haladt előre, egy esetleges német csapdától tartva. Másnap átkelt a Rajnán. Bonneau folytatta útját kitűzött célja felé. A németek közben elhagyták Mülhausent.
A franciák harc nélkül bevonultak a városba és Franciaország-szerte ünnepeltek az emberek. Azonban augusztus 9-én Strasbourgból német erősítés érkezett. A németek nem is vesztegették az időt, és Cernay-nál ellentámadást indítottak. Tartalékok hiánya és a kiépítetlen védelem miatt Bonneau-nak is hátralnia kellett. Egészen Belfort-ig húzódott vissza, a svájci határhoz és az egyetlen olyan várhoz, amely a porosz-francia háború során mindvégig ellenállt az ostromnak.
Joseph Joffre, a francia főparancsnok azonnal átirányított egységeket Mülhausenbe, de már késő volt. Augusztus 10-én a francia csapatok kiürítették a várost, mert attól féltek, hogy a németek bekerítik őket.
Joffre válasza közvetlen volt. Bonneau-nak szemére vetette az agresszív támadó ténykedés hiányát, és azonnal felmentette parancsnoki beosztásából. Joffre felismerte a súlyos veszteségek hatását, és további négy hadosztályt csoportosított át az „Elzászi sereghez”, amelynek irányítását Paul Pau tábornokra bízta. A hónap folyamán még többször próbálták meg elfoglalni Mülhausent, de sikertelenül.

## Következmények
A elzászi betörést, és a város elfoglalását, a visszavonulás ellenére, a hadvezetés és a közvélemény is biztatónak tekintette. A kudarca miatt azonban Joffre főparancsnok leváltotta Bonneau tábornokot, akinek Pau tábornok vette át a parancsnoki posztját a
VII. hadtestnél.

## Fordítás
Ez a szócikk részben vagy egészben  a   Battle of Mulhouse című angol Wikipédia-szócikk ezen változatának fordításán alapul.  Az eredeti cikk szerkesztőit annak laptörténete sorolja fel. Ez a jelzés csupán a megfogalmazás eredetét és a szerzői jogokat jelzi, nem szolgál a cikkben szereplő információk forrásmegjelöléseként.